# 합성 연료 공사

현재는 없어진 합성 연료 공사의 로고

합성 연료 공사(영어: Synthetic Fuels Corporation, SFC 또는 Synfuels Corporation)는 1980년 에너지 안보법(Energy Security Act, ESA)에 의해 설립된 미국 연방 정부 자금 지원 국유기업으로, 수입 화석연료의 대안을 생산하는 석탄 가스화와 같은 상업용 합성 연료 제조 플랜트의 개발 및 건설을 위한 재정적 연결고리를 제공하기 위해 설립되었다. 7명의 이사회 구성원으로 이루어진 이 공사는 민간 기업, 주로 석유 및 가스 회사와의 합작 투자에 사용될 200억 달러의 초기 자금을 지원받아 플랜트를 건설하고 탄광이나 운송 시설에 자금을 지원했다. 이는 ESA 법안의 6개 법안 중 하나였다.
SFC는 또한 알코올 연료, 태양 에너지 및 도시 폐기물에서 연료를 생산하는 연구 및 홍보 활동을 수행했다.
6년간의 존재 동안 SFC는 단 4개의 합성 연료 프로젝트에 약 9억 6천만 달러(1980년 초기 예산의 5% 미만)를 지출했으며, 이들 중 현재까지 살아남은 프로젝트는 없다. 이 공사는 1986년 4월에 폐지되었다.

## 역사

### 설립
1979년 7월 15일 지미 카터 대통령의 에너지 위기 연설에서 "에너지 안보 공사"로 처음 제안된 이 공사의 자금은 1980년 4월에 제정된 원유 횡재세법에 따라 부과된 횡재 이익세 수입에서 할당되었다. 후보 로널드 레이건과 공화당 의원들의 강력한 반대로 긴 의회 협의를 거쳐 ESA는 마침내 1980년 6월에 통과되었다.
의회는 SFC에 12년 동안 880억 달러와 연간 3천 5백만 달러의 행정 경비(물가 상승률 조정)를 승인했으며, 상근 전문 직원 수는 최대 300명으로 제한했다. SFC의 목표는 1987년까지 국내 공급원에서 하루 최소 500,000 배럴 (79,000 m3)의 원유 등가 합성 연료를 생산하고, 1992년까지 하루 최소 2 백만 배럴 (320,000 m3)를 생산하는 것이었다. SFC는 미국 에너지부로부터 분리되어 일반 정부 규칙, 규정 및 절차로부터 자유롭게 운영되도록 법적으로 인가되었다.
1980년 9월, 카터는 존 C. 소힐을 SFC 의장으로 지명했지만, 미국 상원 공화당은 소힐이나 다른 이사회 지명자의 승인을 거부했다. 카터는 행정명령 12242호에 서명하여 SFC가 운영 가능하다고 선언될 때까지 SFC의 책임을 에너지부와 미국 국방부에 할당했다. 국방부는 이 짧은 기간을 활용하여 유니언 오일 파라슈트 크릭(Union Oil Parachute Creek)과 콜로니/토스코 오일 셰일 프로젝트에 자금을 지원했다. 10월에 카터는 소힐과 다른 4명을 휴회 기간 중 임명할 수밖에 없었다. ESA에 따라 이 공사는 1980년 12월 말까지 합성 연료 프로젝트에 대한 첫 번째 제안 요청을 발행해야 했으며, 제안 마감일은 1981년 3월 31일로 정해졌다. 24개 주에서 61개 회사가 제안서를 제출했으며, 이 중 19개는 석탄 액화, 17개는 석탄 가스화, 14개는 오일 셰일, 8개는 오일샌드 오일 생산, 3개는 기타 연료에 관한 것이었다.

### 산업계 반응
월스트리트는 합성 연료 산업에 투자하기를 열망했다. 1979년 7월, 200명의 기업 임원과 교육자로 구성된 독립 연구 및 교육 단체인 경제 개발 위원회(CED)는 "우리의 에너지 미래 보장: 합성 연료 플랜트 개발을 위한 프로그램"이라는 보고서를 발표하여 합성 연료 산업 개발의 긴급한 필요성을 주장했다. 워싱턴의 산업계 로비스트들은 전 앨라배마 주 의원인 월터 플라워스(Walter Flowers)가 이끄는 합성 연료 생산을 위한 전국 협의회(National Council on Synthetic Fuels Production)를 결성했다. 최소 3개의 무역 잡지("The Synfuels Report", "Synfuels Weekly", "Synfuels")가 창간되었다. 두 권의 업계 내부 서적("The U.S. Synthetic Fuels Program"과 "Synfuels Handbook: Including the YELLOW PAGES of Synfuels")이 빠르게 출판되었다. ESA 통과를 앞두고 합성 연료에 대한 임시 연합(Ad Hoc Coalition on Synthetic Fuels)의 집행 위원회는 1980년 6월 19일 의원들과 회의 위원회 직원을 위한 리셉션을 개최했으며, 이는 4개의 미국 천연 자원 회사인 애슐랜드 오일, C.-E. 럼버스, 토스코, 텐네코의 자금 지원을 받았다. 이들 회사는 합성 연료 프로젝트에 상당한 투자를 했다.

### 레이건 시대
로널드 레이건이 대통령으로 선출되고 공화당이 1980년 미국 대통령 선거에서 상원을 장악한 후, 레이건은 SFC의 자금을 대폭 삭감하고 규모를 축소하며 마침내 단계적으로 폐지했다. 끊임없는 위원 재편성과 의회의 간섭은 SFC의 기능을 질식시키는 데 성공했다. 1981년 1월, 이사회 위원들은 레이건에게 날짜가 없는 사임서를 제출했고, 레이건은 월말에 이를 수락했다. 잭 맥아티(Jack McAtee)가 의장 대행을 맡았다. 4월에 레이건은 에드워드 노블(Edward Noble)을 의장으로 지명했다. 애틀랜타 출신의 부동산 개발업자로 오클라호마주 유전 사업에 뿌리를 둔 에드워드 노블은 레이건을 매우 지지하고 여러 SFC 전환 팀원들의 급여를 지불했던 헤리티지 재단의 주요 재정 후원자였다.
5월에 레이건은 로버트 몽크스(Robert Monks), 빅터 슈뢰더(Victor Schroeder), 빅터 톰슨(Victor Thompson), 하워드 윌킨스(Howard Wilkins) 등 4명의 전환 위원을 SFC 이사회에 지명했다. 노블이 인준되고 취임한 후 맥아티는 사임했다. 10월에 다른 4명의 이사회 지명자들이 이사회 위원으로 취임했다. 마침내 1982년 2월, 레이건은 행정 명령 12346호를 발표하여 SFC가 운영 가능하며 공식적으로 영업을 시작한다고 선포했다. 5월에 레이건은 두 명의 추가 SFC 이사회 위원인 존 카터(John Carter)와 밀턴 매슨(Milton Masson)을 임명했는데, 이들은 8월에야 취임했다.
1983년 8월, SFC의 사장 겸 CEO인 슈뢰더는 사임했지만 이사회 위원으로 남았다. 1984년 1월부터 몇 달에 걸쳐 몽크스, 윌킨스, 슈뢰더, 톰슨, 카터 등 5명의 위원이 사임했다. 11월이 되어서야 3명의 후임자인 코코란(Corcoran), 매카보이(MacAvoy), 라이클(Reichl)이 임명되었고 12월에 이사회 위원으로 취임했다. 이들은 1985년 6월이 되어서야 상원의 인준을 받았다.
공동화되고 무력화된 SFC는 정치 후원자들과 친구들에게 아무 일도 하지 않는 직책을 부여하여 보답하는 장소가 되었다. 이는 이후 SFC를 폐지하는 구실로 사용되었다. 12월에 의회는 새로운 재정 지원을 SFC가 수여할 권한을 종료하고 프로젝트를 미국 재무부로 이전하고 폐쇄하는 데 120일의 기한을 설정하는 P.L. 99-190을 통과시켰다. 1986년 4월, 의회는 SFC를 공식적으로 폐지하는 P.L. 99-272를 통과시켰다.

## 평가
노스다코타주 뷸라에 있는 그레이트 플레인스 석탄 가스화 플랜트는 2009년에도 천연 가스를 생산하고 탄소를 격리하고 있으며, 에너지부의 지원을 받아 건설되었으며, 부분적으로는 레이건의 에너지부 장관 제임스 B. 에드워즈의 노력의 결과로 이 공사의 추가 지원을 신청했다.

## 같이 보기
- 콜로니 셰일 오일 프로젝트
- 다코타 가스화 회사
- 합성 액체 연료 프로그램